# Kangaba
Kangaba är en kretshuvudort i Mali.   Den ligger i regionen Koulikoro, i den sydvästra delen av landet, 90 km sydväst om huvudstaden Bamako. Kangaba ligger 343 meter över havet och antalet invånare är 17 232.

## Terräng och klimat
Terrängen runt Kangaba är platt. Runt Kangaba är det ganska glesbefolkat, med 22 invånare per kvadratkilometer. Det finns inga andra samhällen i närheten. Omgivningarna runt Kangaba är huvudsakligen savann.